# Marcelo Déda
Marcelo Déda Chagas (Simão Dias, 11 de março de 1960 – São Paulo, 2 de dezembro de 2013) foi um advogado e político brasileiro filiado ao Partido dos Trabalhadores (PT). Com carreira política em seu estado natal, Sergipe, ele foi deputado estadual e federal. Em 2000, foi eleito prefeito de Aracaju, cargo que ocupou de 2001 até 2006, quando renunciou para disputar o governo estadual. Elegeu-se governador de Sergipe naquele ano e foi reeleito em 2010, cargo que ocupou até sua morte.

## Família, infância e juventude
Marcelo Déda Chagas nasceu no município de Simão Dias, extremo oeste do estado de Sergipe, em 11 de março de 1960. É o caçula dos cinco filhos do casal Manoel Celestino Chagas e Zilda Déda Chagas. De origem humilde, o pai de Marcelo saiu de sua terra natal Paripiranga, na Bahia, para se estabelecer na cidade vizinha de Simão Dias, já em território sergipano. Assumiu a função de soldado antes de conhecer Zilda Déda, "filha mais velha de José de Carvalho Déda, homem de classe média, sem fazenda e sem propriedades, mas um pai da década de 1940, que não queria a filha casada com um soldado de polícia". Essa falta de apoio do pai de Zilda não impediu a concretização do casamento. Antes, Manoel Celestino, que havia concluído apenas o curso primário, ingressou no serviço público e passou a ser funcionário do fisco estadual; morava e trabalhava numa pequena casa à beira da rodovia, próximo à divisa entre Sergipe e Bahia, onde "tomava conta de corrente nos postos de fronteira" para controlar a passagem de veículos.
Seus primeiros estudos se dão no Grupo Escolar Fausto Cardoso, em Simão Dias, sua terra natal. Em 1973 sua família muda-se para Aracaju onde instala-se no tradicional bairro São José. No mesmo bairro matricula-se no Colégio Estadual Atheneu Sergipense, formador de vários intelectuais e personalidades de Sergipe. Sua militância política teve início no Movimento Secundarista.
Em 1980 ingressa no curso de Direito da Universidade Federal de Sergipe, onde se formaria quatro anos depois. O primeiro contato com o Diretório Central dos Estudantes (DCE) da Universidade Federal de Sergipe foi feito na época de existência do grupo político estudantil de esquerda na Universidade chamado "Atuação". Déda acompanhou no DCE da UFS a primeira greve universitária e seu interesse pelas causas esquerdistas atraíram a atenção da militância política.

## Carreira política

### Deputado estadual e federal
Em 1982, na primeira eleição do PT, Déda é lançado candidato a deputado estadual. Estava com 22 anos e obteve apenas 300 votos.
Foi eleito, em 1986, deputado estadual com a maior votação de sua legislatura. Seus mais de trinta mil votos foram tão significativos, que elegeram, também, um outro correligionário, o médico Marcelo Ribeiro, que teve pouco mais de mil votos.
Disputou, em 1990, a reeleição para a assembleia, mas foi derrotado obtendo pouco mais de 10% da votação anterior. Quatro anos depois em 1994, candidatou-se à Câmara Federal, sendo eleito deputado federal com a maior votação do estado.
Representou Sergipe, chegando à liderança do Partido dos Trabalhadores. Na sequência, em 1998, foi reeleito deputado federal, mas renunciou para assumir a prefeitura da capital sergipana.

### Prefeito de Aracaju
Em 1985, acontecem as eleições para prefeito em Aracaju após a redemocratização e à época saiu candidato. A campanha decolou e Marcelo Déda conquistou o segundo lugar nas urnas com aproximadamente 19 mil votos, perdendo para Jackson Barreto do PMDB, na época apoiado pelo então prefeito José Carlos Teixeira, também do PMDB e pelo então governador de Sergipe, João Alves Filho.
Tentando reobter o sucesso da eleição de 1986, em que fora eleito deputado estadual, lança-se novamente em 1988 como candidato à Prefeitura de Aracaju. Inicia a campanha com 39% de preferência nas pesquisas, mas a campanha não decola e ele acaba em terceiro lugar com apenas 8% dos votos válidos, atrás de Wellington Paixão do PSB e Lauro Maia do PFL, respectivamente primeiro e segundo colocado.
Em 26 de maio de 2000, Marcelo Déda, na época um dos mais atuantes deputados federais do Brasil, ingressa no processo eleitoral como candidato a prefeito de Aracaju, sendo um dos últimos colocados nas pesquisas. Durante os três meses de campanha, Déda começou a colecionar saltos nas pesquisas, ganhando a eleição ainda no primeiro turno, com 52,80% dos votos válidos, ao lado do então vice-prefeito Edvaldo Nogueira.
Em 2004, Déda foi reeleito prefeito de Aracaju com 71,38% dos votos válidos.

### Governador de Sergipe
Em 31 de março de 2006, Déda renunciou ao mandato de prefeito de Aracaju para encarar a disputa pelo governo do Estado. Em vitória histórica, que simbolizou uma mudança no cenário político sergipano, Marcelo Déda é eleito governador com 52,48% dos votos, ao lado do vice-governador Belivaldo Chagas, também natural de Simão Dias. Déda foi eleito vencendo João Alves Filho ainda no primeiro turno
Em 2010, Déda venceu João Alves Filho novamente no primeiro turno, ainda que numa eleição mais disputada: 52% dos votos válidos levaram Marcelo Déda a reeleição no dia 3 de outubro, ao lado do vice Jackson Barreto.

## Destaques de sua carreira política
Sua trajetória política tem como pontos marcantes a sua candidatura a prefeito de Aracaju em 1985. Na época, ainda na casa dos vinte e poucos anos, desafiou nomes fortes da política sergipana, como Jackson Barreto e Gilton Garcia. Ficou em segundo lugar, mas se credenciou para a disputa de uma vaga na assembleia legislativa do estado, pouco depois.
Na prefeitura de Aracaju, revitalizou toda a cidade, construiu e reformou vários postos de saúde, criou dois novos hospitais, construiu várias novas avenidas, o bairro Santa Maria (antiga Terra Dura) e planejou a construção do novo viaduto do DIA, uma grande obra de integração de vários bairros de Aracaju, além de transformar o Forró Caju em um dos maiores festejos juninos do país. Durante seu governo, Aracaju, foi considerada a capital com a melhor qualidade de vida do país, superando até Curitiba, que tinha até então, o título de melhor cidade do Brasil junto com Brasília.
Já no Governo de Sergipe, tem desenvolvido importantes projetos para o estado, como a construção de dois novos hospitais regionais e de cerca de outros 12 hospitais municipais, com o objetivo de desafogar o atendimento calamitoso do HUSE (Hospital de Urgência de Sergipe). Conseguiu recentemente, junto ao Governo Federal, a ordem de implantação de um campus de saúde da UFS em Lagarto, fato inédito, já que o curso de medicina só é disponibilizado em todo o estado, na UFS de São Cristovão. A realização anual dos festejos juninos de Sergipe, que já viraram tradição e é um dos maiores do país.
Aliado ao deputado Jackson Barreto e ao Senador Valadares (PSB), conterrâneo e amigo, Marcelo Déda apoiou a reeleição do sucessor na Prefeitura de Aracaju, Edvaldo Nogueira (PCdoB), e saiu vitorioso do pleito já em primeiro turno, elegendo também, mais de 60 prefeitos dos 75 possíveis em todo o estado, mostrando ser um exímio estrategista político e o grande favorito a vitória ao governo do estado em 2010, com índices que ultrapassam os 70% nas primeiras pesquisas realizadas e cidades do interior do estado.
Em 2010 são realizadas as eleições para o governo do estado de Sergipe, sendo Marcelo Déda o ganhador com aproximadamente 52% dos votos válidos contra o principal adversário o ex-governador João Alves Filho, que somou aproximadamente 45% dos votos válidos.
O Ministério Público Eleitoral pediu em dezembro de 2011 sua cassação por abuso de poder.
Em fevereiro de 2012 rompe relações políticas com o senador Eduardo Amorim do PSC, que fez parte de seu agrupamento nas eleições de 2010 devido à antecipação da eleição da mesa diretora da Assembleia Legislativa de Sergipe pela Deputada Estadual Angélica Guimarães, aliada do senador Amorim e que obteve a reeleição da presidência da casa.

## Vida pessoal
Marcelo Déda casou-se duas vezes. Com sua primeira esposa, Márcia Barreto, teve três filhas: Marcella, Yasmim e Luísa. De sua segunda esposa, Eliane Aquino, tem dois filhos: João Marcelo e Mateus.
Em outubro de 2009, Marcelo Déda retirou um nódulo benigno no pâncreas no Hospital Sírio-Libanês em São Paulo.
Três anos depois, foi diagnosticado com um câncer no sistema gastrointestinal, sendo submetido a partir de então de tratamento quimioterápico no mesmo Hospital Sírio-Libanês, onde viria a falecer em 2 de dezembro de 2013 em decorrência da doença.

## Títulos honorários
- Título Acadêmico

| Ano  | Titulo               | Instituição                     | Contribuição |
| ---- | -------------------- | ------------------------------- | ------------ |
| 2023 | Doutor honoris causa | Universidade Federal de Sergipe | Ciências     |